# Lupe Vélez
María Guadalupe Villalobos Vélez (San Luis Potosí, 18 de julio de 1908-Beverly Hills, 14 de diciembre de 1944), conocida como Lupe Vélez, fue una actriz, bailarina y vedette mexicana.
Comenzó su carrera en México como bailarina y vedette del teatro de revista, antes de mudarse a Estados Unidos, donde en 1927 logró incursionar en la industria del cine de Hollywood. A finales de la década de 1920, Lupe era considerada una de las grandes estrellas de la Meca del Cine. Con la llegada del cine sonoro Vélez destacó por su participación en numerosas comedias, bajo la dirección de figuras como D.W. Griffith, Cecil B. DeMille, Victor Fleming y William Wyler, entre otros. Su caracterización de la mujer latina temperamental, explosiva, revoltosa e irreverente, aderezado con un acento latino muy remarcado, le dio una gran popularidad entre el público en los Estados Unidos. También realizó dos películas en México. Entre sus filmes principales se encuentran The Wolf Song (1929), Palooka (1932), Laughing Boy (1934), Hollywood Party (1934), La Zandunga (1938) y una serie de películas creadas especialmente para ella a principios de los años 1940 tituladas Mexican Spitfire. En la época, fue conocida por sobrenombres como «Dinamita Mexicana», «La Chinampina» y «Chica Chile Picante».
Su vida personal fue turbulenta y estuvo marcada por una serie de polémicos romances. Su trágico suicidio en el año 1944, y las circunstancias en que sucedió, se convirtieron en un escándalo mediático y dieron lugar a muchas especulaciones contribuyendo a tejer en torno a su imagen una serie de leyendas urbanas.

## Primeros años
María Guadalupe Villalobos Vélez nació el 18 de julio de 1908 en San Luis Potosí, siendo hija del general Jacobo Villalobos Reyes, y de la cantante de ópera Josefina Vélez. Fue la mayor de cinco hermanos: Mercedes, Josefina, Reina y Emigdio. En esa época, la familia paterna de Vélez era considerada una de las más prominentes de su ciudad. Cuando Lupe tenía trece años de edad, sus padres tomaron la decisión de enviarla a estudiar en el convento de Nuestra Señora del Lago en San Antonio, Texas. Así fue como aprendió a hablar inglés. Después de su 15 cumpleaños y tras la incorporación de su padre en la Revolución Mexicana, Lupe dejó el convento y, temeraria como era, se lanzó a buscar trabajo para ayudar a su familia. Primero se puso a trabajar en un almacén como vendedora con un sueldo de cuatro dólares a la semana.

## Carrera

### Inicios
La familia se mudó eventualmente a la Ciudad de México. La madre de Lupe las presentó a ella y a su hermana Josefina a la popular vedette y tiple cómica María Conesa La Gatita Blanca. Conesa les brindó la oportunidad de interpretar un shimmy titulado Oh Charley, My Boy en el intermedio de una de sus obras en el Teatro Principal. Vélez intentó utilizar su apellido paterno al iniciar su carrera, pero su padre le negó utilizarlo viendo con malos ojos su profesión de artista dentro de una familia prestigiada como la suya. Debido a esto, Lupe decidió utilizar el apellido de su madre en su profesión.
En 1924, Aurelio Campos, un joven pianista y amigo de Lupe y su hermana Josefina, recomendó a Lupe a los productores de teatro Carlos Ortega y Manuel Castro Padilla, que estaban preparando una revista de la temporada en el Teatro Regis. Le dieron su primera oportunidad en la empresa en marzo de 1925. En el mismo año de 1925 llegó de París un espectáculo titulado Bataclan, comandado por Madame Rasimi, apuesta del empresario teatral José Campillo y en donde, por primera vez en México, aparecían bailarinas semi-desnudas. El espectáculo causó sensación en el Teatro Esperanza Iris de la Ciudad de México. Ante esto, los empresarios contraatacaron con dos parodias: Mexican Rataplan y No lo tapes, ambas protagonizadas por Vélez. Lupe Vélez se convirtió en la pionera de las "Exóticas" del Teatro de revista en México, porque además de cantar y bailar con sugerentes y provocativos movimientos de pelvis, aparecía envuelta en pedrería y plumajes, mientras cantaba canciones llenas de picardía. Después de que los empresarios del teatro se negaran a aumentarle el sueldo, Lupe se incorporó a las compañías artísticas de los teatros Lírico y Principal. Inicialmente, ella fue rechazada debido a su juventud por otras vedettes más experimentadas. Lupe, que ya daba muestras de tener una personalidad explosiva, rivalizó con las populares tiples mexicanas Celia Padilla, Celia Montalván y Delia Magaña con quienes protagonizó algunos conflictos en público. Joven y más famosa que sus rivales, Lupe (quien debido a su juventud fue llamada La Niña Lupe) pronto se estableció como una de las principales estrellas del vodevil en México. Entre sus admiradores se encontraban los poetas José Gorostiza y Renato Leduc.

### Comienzos en el cine
A finales de 1925 Lupe se trasladó a Texas, donde comenzó a bailar en espectáculos de variedades y encontró trabajo como asistente de ventas. Un amigo de la familia, Frank Woodward, recomendó a Lupe a un actor famoso, Richard Bennett, un galán maduro bien conocido en los escenarios teatrales norteamericanos (padre de las actrices Constance y Joan Bennett). Él necesitaba una chica con las características de Lupe para interpretar a una cantante de cantina en la obra La Paloma. Bennett quedó impresionado con ella, y como el gobierno de EE. UU. le negó la visa, Lupe movió sus influencias y se dirigió en tren a Los Ángeles. Lamentablemente, fue reemplazada por una actriz de 54 años de edad. Lupe consiguió un trabajo como bailarina en un baile de la Policía, y entre 1925 y 1927 se convirtió en una figura muy apreciada del burlesque. En California conoció a la actriz cómica Fanny Brice, quien impulsó su carrera como bailarina y la recomendó a Florenz Ziegfeld (fundador del Ziegfeld Follies de Nueva York). Pero en ese momento, Lupe es contactada por Harry Rapf, un productor de la Metro-Goldwyn-Mayer, quien le realiza una prueba cinematográfica. Hal Roach, un productor y director de Pathé Pictures, vio por casualidad las pruebas, y de inmediato le ofreció a Lupe trabajar como extra en un pequeño cortometraje protagonizado por El Gordo y el Flaco llamado Sailors, Beware!.

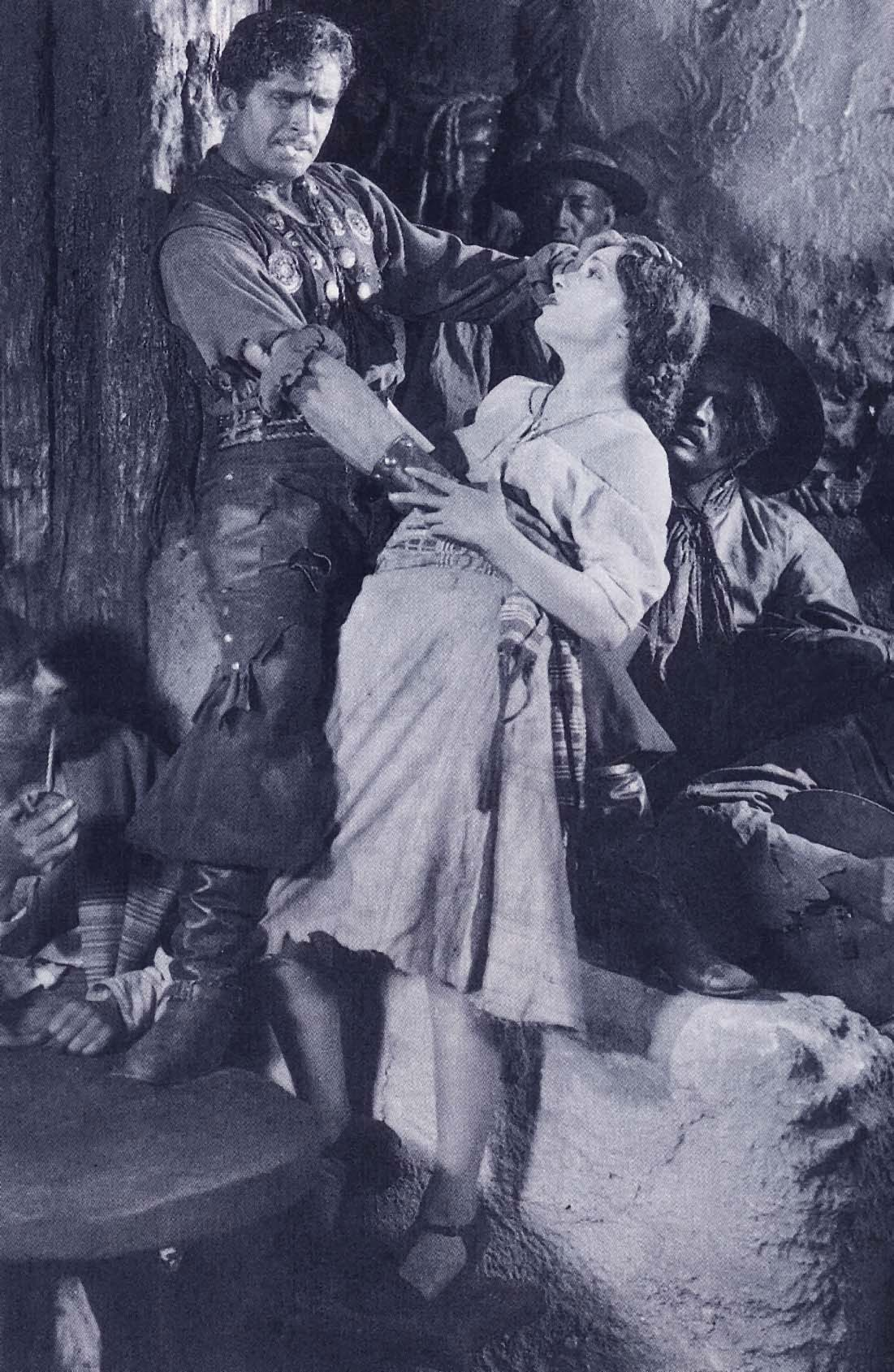
Lupe Vélez junto a Douglas Fairbanks en The Gaucho (1927).

Después de su actuación en este cortometraje, Lupe participa en otro corto producido por Hal Roach What Women Did for Me (1927).
El primer largometraje de Vélez fue El Gaucho (1927) protagonizado por Douglas Fairbanks. Se cuenta que cuando Fairbanks la llamó para una prueba, le pidió que se quitara los zapatos. Lupe se ofendió y estalló en cólera. Gracias a esta rabieta, fue contratada para interpretar el rol femenino principal de la película La Montañesa. Al año siguiente fue nombrada una de las WAMPAS Baby Stars, las estrellas jóvenes que se consideraban más prometedoras para el estrellato.
En 1929, Lupe trabaja a las órdenes de D.W. Griffith, en la cinta Lady of the Pavements, y de Victor Fleming en Wolf Song (1929), junto a un joven Gary Cooper.
Los columnistas de Hollywood la bautizaron con apodos absurdos como La Pantera Mexicana, Whoope Lupe, la señorita tamal caliente, o Miss Chile Picante, frases alusivas a la personalidad de Vélez en la pantalla. En la mayoría de sus primeras películas, realizó papeles exóticos o étnicos (hispanas, nativas americanas, francesas, rusas, incluso asiáticas).

### Años treinta
Vélez realizó su primera película sonora, Tiger Rose en 1929, película creada como lucimiento para la estrella canina Rin Tin Tin. Con la llegada del Cine Sonoro, Lupe realizó algunas películas de la Época pre-code como Hell Harbor (1930), dirigida por Henry King; The Storm (1930), dirigida por William Wyler; East is West (1931), con Edward G. Robinson (1930); The Squaw Man (1931), dirigida por Cecil B. DeMille, y Kongo (1931), al lado de Walter Huston. Otros trabajos notables de Lupe fueron las cintas Resurrection (1931) y Cuban Love Song (1931). Lupe también realizó las versiones en español de estas dos cintas. En 1932, Florenz Ziegfeld contrata a Lupe para trabajar con él en la obra teatral Hot- Cha!, realizada en Broadway. La acompañaron estrellas como Eleanor Powell y Buddy Rogers. El musical se presentó entre marzo y junio de ese mismo año. Por desgracia, los problemas financieros de Ziegfeld después de la Gran Depresión, se vieron reflejados en su incapacidad económica para mantener el montaje. Es la última obra en la que Ziegfeld actuó; él murió en julio de ese mismo año.

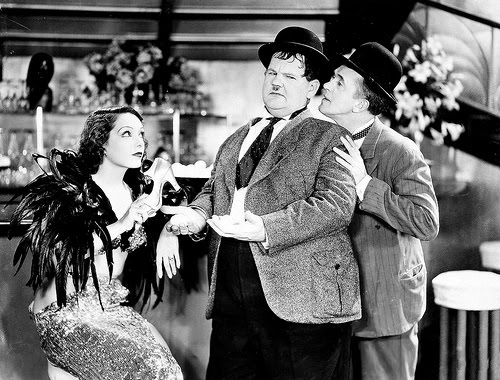
Vélez junto a El Gordo y el Flaco en Hollywood Party (1934).

En 1933, Vélez regreso a Hollywood para filmar cintas como The Half Naked Truth (1933) y Hot Pepper (1933). En ese año regresa a Broadway para participar en la obra Strike Me Pink, junto al comediante Jimmy Durante, que fue presentada en el Majestic Theatre del 4 de marzo al 10 de junio de 1933. En el cine Vélez encontró su nicho en las comedias, interpretando a mujeres hermosas, pero temperamentales. Su batalla con Laurel y Hardy en Hollywood Party (1934) y su mancuerna con Jimmy Durante en Palooka y Strictly Dynamite (ambas en 1934) son ejemplos de las típicas actuaciones de Vélez. Lupe también apareció en la cinta Laughing Boy (1934), junto al actor mexicano Ramón Novarro, siendo esta la primera cinta estadounidense con un reparto encabezado por actores mexicanos.
Aunque Vélez estaba en la cima de la popularidad, RKO Pictures no renovó su contrato. Lupe comenzó a trabajar de forma freelance sin depender de un estudio. En Inglaterra filmó dos cintas: The Morals of Marcus y Gypsy Melody (1936). Tras regresar a Hollywood, Lupe apareció en la parte final de la comedia de Wheeler y Woolsey, High Flyers (1937), donde realiza una rutina de imitaciones de populares actrices como Simone Simon, Dolores del Río y Shirley Temple. En 1938 Lupe vuelve a Broadway con el musical You Never Know, producido por Cole Porter, que fue un fracaso. Durante la corta temporada, Vélez tuvo una fuerte rivalidad con la actriz y cantante Libby Holman, quién se quejaba del mayor lucimiento de Lupe en el montaje debido a sus imitaciones de estrellas de Hollywood. La rivalidad llegó a tal punto que Lupe terminó propinando a Holman un puñetazo en la cara.
Lupe fue muy popular entre los públicos de habla hispana. En 1937 regresó a México y actuó en la película La Zandunga, filme dirigido por Fernando de Fuentes con Arturo de Córdova como su coestrella. El filme fue un rotundo éxito y de allí surgió la propuesta para que filmara otras cuatro películas más en México, proyecto que no cristalizó.

### Mexican Spitfirey últimos años

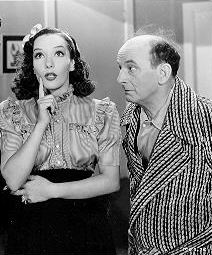
Vélez junto a Leon Errol en Mexican Spitfire (1940).

Al regresar a Hollywood en 1939, Lupe obtuvo el protagónico en una comedia de Serie-B de la RKO Pictures, The Girl from Mexico. En la cinta logró una extraordinaria mancuerna con su coestrella, Leon Errol. Tras el éxito de la película la RKO realizó una secuela, Mexican Spitfire, y la popularidad de la serie hizo que llegara a filmarse un total de seis películas. Vélez perfeccionó su personaje cómico de Carmelita Lindsey, una cantante mexicana simpática y temperamental casada con un refinado caballero estadounidense. Las características del personaje incluían un inglés mal hablado (con un remarcado acento hispano), revoltosa, vulgar y con repentinos ataques de ira, que le hacían gritar improperios en español. De vez en cuando también cantó en estas películas. Vélez disfrutó haciendo estas películas y se le permitió hacer muchas improvisaciones junto a Leon Errol.
La serie Mexican Spitfire rejuveneció la carrera de Vélez, y en los años siguientes actuó en una serie de musicales cómicos para la RKO, Universal Pictures y Columbia Pictures. En una de sus últimas películas con la Columbia, Redhead from Manhattan, interpretó un doble papel: uno en su dialecto cómico exagerado, y el otro con su voz real, con un inglés sorprendentemente fluido y con pocas trazas de acento mexicano. La última cinta de la serie Mexican Spitfire se rodó en 1943.
En 1944 Lupe regresó a México para filmar una adaptación cinematográfica de la novela de Émile Zola, Naná (1943), que tuvo un éxito aceptable. Posteriormente, regresó a Estados Unidos para preparar otra obra teatral en Nueva York.

## Personalidad
La imagen que Lupe proyectaba en la gran pantalla no era otra cosa más que un reflejo de su propia personalidad. Vélez manipuló conscientemente su imagen. Con su proclamación «Yo no soy salvaje. Solo soy Lupe», Vélez desarrolló una reputación pública como mujer explosiva e irreverente en Hollywood, y se identificó con roles cinematográficos de mujeres de "clase media-baja" y personajes exóticos. Los periodistas de Hollywood la bautizaron con sobrenombres como Whoopee Lupe, La Pantera Mexicana o La Chinampina. Incluso llegaron a proclamarla como la Mexican IT Girl, en respuesta al éxito de la "chica flapper" de moda, Clara Bow, la llamada IT Girl.
Vélez reveló: «¿A qué le atribuyo mi éxito? Creo, simplemente, que soy diferente. Yo no soy hermosa, pero tengo unos ojos preciosos y sé exactamente qué hacer con ellos. A pesar de que el público cree que soy una chica muy salvaje, yo realmente no lo soy. Soy solo yo, Lupe Vélez, Lupe simple y natural. Si soy feliz, yo bailo y canto y actúo como una niña. Y si algo me irrita, yo grito y sollozo. Alguien llamó a eso "personalidad". Personalidad es nada más que estar con otras personas siendo tú mismo. Si tratara de parecerme y actuar como Norma Talmadge, la gran actriz dramática, o como Corinne Griffith, aristócrata de las películas, o como Mary Pickford, la dulce y gentil Mary, yo no sería nada más que una imitación. Es por eso que solo quiero ser yo misma, Lupe Vélez».

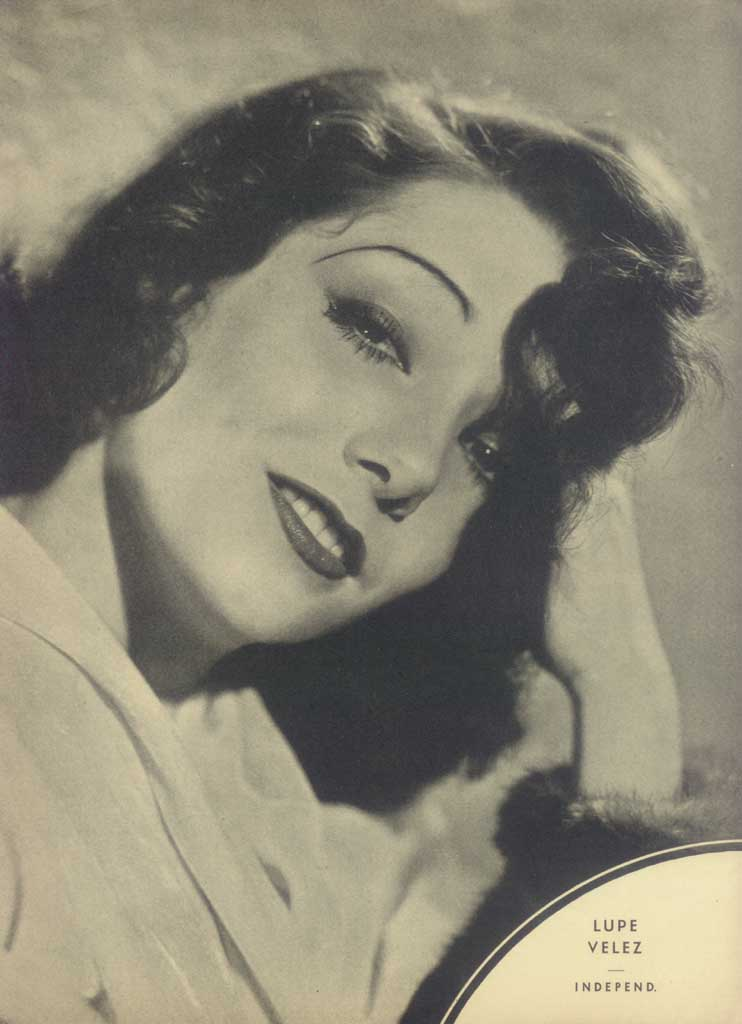
Foto publicitaria de Lupe Vélez para una revista Argentina en 1933.

La imagen y reputación ganada por Lupe provocaron que a su alrededor se tejieran un montón de historias que ponían en evidencia su irreverente personalidad. Lupe asistía con frecuencia a combates de boxeo, donde solía subir al ring para alentar a viva voz a su favorito. Lupe también hacia gala de exhibicionismo, y algunos afirmaban que en ocasiones no utilizaba ropa interior sin importarle que su falda se levantara cuando bailaba frenéticamente. En ocasiones también solía ensayar sus personajes desnuda frente al espejo, sin importarle en lo más mínimo que se encontrara acompañada por otras personas. Vélez también se ganó una reputación de mujer celosa en extremo, no solo en sus relaciones amorosas, sino también con aquellas que ella consideraba rivales en su oficio.
Por el contrario, revistas, periódicos y columnistas de chismes colocaron a su compatriota, la actriz mexicana Dolores del Río sobre un pedestal, ensalzando su belleza y elegancia. Ambas mujeres fueron objeto de comparación en la época en que ambas brillaron en Hollywood. Lo curioso es que estas comparaciones derivaban del hecho de que ambas eran mexicanas, aunque en sus personalidades ambas mujeres fueran diametralmente opuestas. Mientras que Dolores del Río fue refinada y educada, Vélez fue contundente: ella decía lo que le venía a la mente, y no le importaba cómo se vería socialmente.
Lupe sostuvo una rivalidad con Dolores del Río, debido en gran parte a que de alguna manera se resintió del éxito superior de Dolores en Hollywood. Lupe odiaba encontrarse con ella, y la llamaba "ave de mal agüero". A Dolores la aterraba encontrarse con ella en lugares públicos. Cuando esto sucedía, Lupe se mostraba mordaz y agresiva. Lupe imitaba a Dolores abiertamente, llegando a burlarse con ironía y agudeza de su refinamiento y elegancia. Pero el prestigio de Dolores era notorio, y Lupe no podía ignorar esto. Es evidente que le afectó el superior éxito de Dolores en sus mejores años en Hollywood. Pero la belleza mexicana de Lupe, aunque menos clásica, no desmerecía ante la de Dolores, siendo incluso más explosiva, más vibrante. En una ocasión, en una premier, ambas actrices coincidieron y del Río pisó accidentalmente la cola del vestido de la Vélez, dañándolo. Furiosa, Vélez se quitó uno de sus guantes y lo tiró sobre el plato de Dolores gritándole: ¡Ahora te lo tragas!.
Además de Dolores, Lupe también mostró aversión hacia otras actrices como Marlene Dietrich (con la que Gary Cooper tuvo una aventura mientras filmaban la cinta Marruecos), Jetta Goudal y Libby Holman. Son también notables las imitaciones (a veces en forma despectiva y burlona) que Lupe realizaba de figuras como Fanny Brice, Gloria Swanson, Katharine Hepburn y las ya mencionadas Dietrich y del Río. Sin embargo, estalló en cólera cuando en una ocasión en México, fue imitada en un escenario por la comediante mexicana Delia Magaña, su antigua rival en el Teatro de Revista.

## Vida personal
"La Chinampina Mexicana" y su singular personalidad provocaron que su vida sentimental fuera tormentosa. Emocionalmente generosa, apasionada y llena de vida, Vélez tuvo una serie de romances muy publicitados. A Lupe le gustaban los hombres y no tenía reparo alguno en hacerlo notar. Cuando llegaba a una fiesta, nadie sabía lo que podía ocurrir. Sus primeros romances publicitados fueron con los actores Charles Chaplin, Tom Mix y Clark Gable.
Lupe conoció a Gary Cooper en el rodaje de Wolf Song (1929), y comenzó un romance con él. Cooper en ese momento tenía un romance con la actriz Clara Bow y también tuvo después una aventura con Marlene Dietrich.
Su relación con Gary fue totalmente apasionada y tormentosa. Sus tres años de intensa relación fueron resumidos en una frase de Marlene Dietrich: «Gary estaba totalmente dominado por Lupe». Fue él quien le ayudó a pagar su nueva mansión en Beverly Hills, donde convivieron algunos meses y donde ella residió hasta su muerte. No obstante, Alice, la madre del actor, siempre se opuso a ese noviazgo, simplemente porque Lupe no le caía bien. Y Cooper era incapaz de llevarle la contraria. Un día Lupe comenzó una dura discusión con ella que concluyó con el desplante de la diva: «Quédese con su niño. A mí me sobran los hombres». En una ocasión estuvo a punto de arrancarle una oreja a Cooper en la estación de tren de Los Ángeles mientras él se preparaba para huir de ella y su rabia incontrolable. Incontenible, también fue llevada a la policía cuando una patrulla la descubrió haciendo el amor con Cooper a bordo de su coche en un aparcamiento de esa ciudad. Según varios biógrafos, Cooper fue el gran amor de su vida. El tórrido romance terminó en parte por la influencia de la madre de Cooper y también de la de su compañía, la Paramount Pictures, quienes le aconsejaron limpiar su imagen alejándose de ella. Cooper apenas sobrevivió cuando Lupe se presentó en la estación de tren disparándole con una escopeta por abandonarla.
A pesar de todo, para Vélez la ruptura con Cooper fue un golpe terrible. Ella intentó olvidarle refugiándose en su carrera, cada vez más brillante, y con la ayuda de barbitúricos y nuevos amantes. Uno de estos últimos fue el actor John Gilbert, quien tuvo un romance con Lupe durante el breve periodo en que se separó de su esposa, la actriz Ina Claire. La columnista de espectáculos Hedda Hopper recordó un incidente de Vélez: En el momento en que le pregunté si debía o no casarse con Gilbert, ella respondió: "No me interesa. Después de todo, yo no soy una dama". El romance concluyó en 1932, y Gilbert se reconcilió con su esposa.
En 1933, mientras residía en Nueva York y sostenía un romance con el actor Errol Flynn, Lupe conoció al actor y nadador olímpico Johnny Weissmuller, el famoso Tarzán del cine. Meses después, ambos se casaron en Las Vegas. Durante varios años de matrimonio, la pareja enfrentó numerosos conflictos, desencuentros y ataques de celos de Lupe, que se transformaban en hematomas y arañazos que los maquilladores de Tarzán disimulaban hábilmente. La convivencia entre Lupe y Johnny se convirtió en la comidilla de los medios sociales. El matrimonio duró cinco años, aunque en repetidas ocasiones se separaron y se reunieron antes de divorciarse definitivamente en 1939.
Tras su separación de Weissmuller, Lupe mantuvo breves romances con el actor Guinn Williams, el escritor Erich Maria Remarque y los boxeadores Jack Johnson y Jack Dempsey.

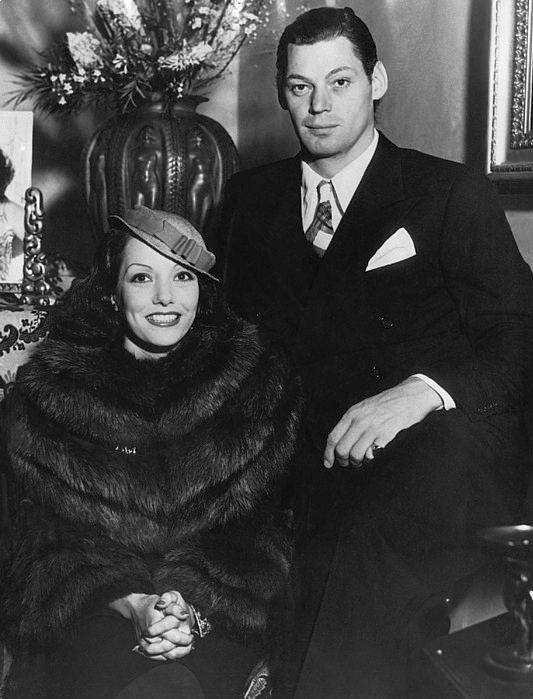
Lupe posando junto a esposo, el actor y atleta Johnny Weissmuller en una fotografía para un periódico en 1934.

Lupe regresó en 1937 a su país natal ya convertida en un mito para rodar La Zandunga junto a Arturo de Córdova, un actor que fascinaba al público femenino de su país. Lupe no fue la excepción. Lupe se enamoró de Arturo y fue correspondida, a pesar de que el actor estaba casado con la actriz mexicana Enna Arana, con la que había tenido cuatro hijos. La relación entre ambos fue compleja: él quería preservar su reputación y le horrorizaba el escándalo que supondría un divorcio. Lupe no tuvo tantos reparos y firmó la separación de Weissmuller en 1939. En el fondo, Lupe era una mujer tradicional que deseaba casarse para toda la vida y tener hijos. Por eso hizo todo lo posible para que él dejara a su mujer. Hasta el punto de filtrar a la prensa su relación adúltera. Pero no salió como lo había planeado. La esposa del actor, que no había pensado en la separación, consideró humillante que su vida privada fuera aireada y se negó a conceder el divorcio jurando que nunca lo haría. Lupe fue consciente entonces de que nunca cumpliría su sueño: formar una familia con él.
En 1944 Lupe Vélez visitó un set de filmación en busca de Arturo de Córdova. Allí conoció a un joven extra de origen austriaco, Harald Maresch, que intentaba iniciar una carrera como actor en Hollywood bajo el nombre de Harald Ramond. Vélez lo recomendó a algunos productores, se enamoró de él y le pidió matrimonio. Harald accedió a casarse con ella, pero solo por conveniencia. En septiembre, Vélez descubrió que estaba embarazada de cuatro meses. En noviembre, cuando se hizo público que Vélez se iba a casar con Harald, Francesca Vitiner, una mujer que había sido pareja de Harald, le demandó ante los tribunales por incumplimiento de promesa matrimonial. Vélez se dio cuenta de que Ramond no era el joven inexperto al que había protegido y decidió dar por terminada la relación.

## Muerte
Temerosa de convertirse en madre soltera y de la grave repercusión que hubiera tenido para su carrera, Lupe había pedido ayuda a su hermana Josefina. Le propuso escapar juntas a México hasta dar a luz, para que luego fuera Josefina la que reconociera como suyo al bebé. Ella aceptó. Sin embargo, antes tenía que realizar un viaje con su marido al extranjero durante unos días, pero pasaron semanas sin tener noticias suyas. En aquella época ser madre soltera era algo socialmente inaceptable que habría puesto fin a su carrera, desechó la alternativa de un aborto. Desesperada, hastiada por el desamor y deprimida por el escándalo que se avecinaba, solo vio una salida:
decidió suicidarse.
El 13 de diciembre de 1944, desayunó con Bruce Cabot y Errol Flynn. Por la noche organizó una fiesta en su casa en Beverly Hills y se reunió con sus mejores amigas, Estelle Taylor y Benita Oakie; después de la cena inventó una excusa y se retiró a su cuarto, escribió una nota de despedida para Harald Ramond e ingirió una dosis mortal de seconal (un potente barbitúrico ansiolítico), para después acostarse sobre su cama, rodeada de una gran cantidad de flores y velas encendidas. Incorrectamente se cree que Lupe fue encontrada ahogada con la cabeza en la taza del retrete al día siguiente. Esto nunca sucedió. Ella fue encontrada tendida en su cama por su secretaria Beulah Kinder, tal como lo había deseado[cita requerida].
En el momento de su muerte, Lupe Vélez era extremadamente popular entre el público, ejemplificado por las más de 4000 personas que se presentaron ante su ataúd durante el funeral en Glendale, California. Más tarde, en los servicios en la Ciudad de México, miles de personas más asistieron para dar un último adiós, incluyendo actores de renombre como Cantinflas, Jorge Negrete y María Félix. Johnny Weissmuller se unió a Arturo de Córdova y al actor Gilbert Roland para cargar el féretro. Los restos de Lupe fueron depositados en el Lote de los Actores de la ANDA del Panteón Civil de Dolores en la Ciudad de México.
Lupe Vélez posee una estrella en el Paseo de la Fama de Hollywood, en el 6927 de Hollywood Boulevard, por su contribución a la industria cinematográfica.

### Teorías sobre su muerte y leyenda urbana
Son muchos los que sostienen otras versiones más sórdidas sobre el suicidio de Lupe Vélez. En una de ellas se afirma que ella esperaba un hijo de Arturo de Córdova. Como él no podía divorciarse y las raíces católicas de ambos descartaban abortar, buscaron a un hombre para casarse con ella: Ramond. Pero un día Lupe llegó por sorpresa al apartamento de Arturo y lo encontró en la cama con Ramond. Eso le volvió loca. La bisexualidad de Córdova siempre fue un asunto tabú. De modo que más que el engaño de los dos hombres, quiso evitar tener un hijo no deseado que la ligaría a ellos para siempre.
Otra versión fue proporcionada por el periodista Robert Slatzer. Esta versión menciona a Gary Cooper como el padre del bebé de Lupe. Slatzer habló con la examante de Cooper, la actriz Clara Bow. Bow reveló que Cooper le llamó en completo estado de shock, llorando y gritando que iba a matar a Ramond por dejar embarazada a Lupe. Sin embargo, Bow dijo que nunca creyó que el bebé fuera engendrado por Maresch. Bow estaba convencida de que Lupe inventó esa historia para proteger a Cooper, quién estaba casado entonces con la socialite Verónica "Rocky" Balfe.
En 1959, el escritor estadounidense Kenneth Anger publicó en Francia el libro Hollywood Babylon, libro polémico por supuestamente revelar de forma novelizada algunos hechos escandalosos de algunas estrellas de Hollywood. Anger fue quien contó la historia de que Lupe había sido encontrada muerta con la cabeza metida en el inodoro ahogada en su propio vómito. Anger afirmaba en su novela que la comida mexicana ingerida por Lupe antes de morir hizo cortocircuito con el seconal. Sintiendo náuseas, Lupe corrió hacia el inodoro, resbaló y se golpeó con la taza del wáter, rompiéndose el cuello, para ser encontrada al día siguiente con la cabeza metida en el retrete. Esta historia ha sido desmentida en muchas ocasiones. Michelle Vogel, una de las biógrafas de Lupe, afirma que es imposible que una persona que había ingerido tal cantidad de seconal pudiera levantarse de la cama. Lupe murió instantáneamente. Por desgracia, durante muchos años muchas personas la tomaron como cierta, tejiendo una de las leyendas urbanas más famosas de Hollywood.

## Filmografía

### Hollywood
- 1927 - Sailors beware [cortometraje]
- 1927 - What Women Did for Me?
- 1927 - The Gaucho
- 1928 - Stand and Deliver
- 1929 - Hollywood Snapshots #11 [cortometraje]
- 1929 - Lady of the Pavements
- 1929 - The Wolf Song
- 1929 - Where East Is East
- 1929 - Tiger
- 1930 - The voice of Hollywood No. 1 [cortometraje]
- 1930 - Hell Harbor
- 1930 - The Storm
- 1930 - East Is West
- 1931 - The voice of Hollywood No. 13 [cortometraje]
- 1931 - Resurrection
- 1931 - Squaw Man
- 1931 - The Cuban Love Song
- 1932 - Men in Her Life
- 1932 - The Broken Wing
- 1932 - Kongo
- 1932 - The Half Naked Truth
- 1933 - Hot Pepper
- 1933 - Mr. Broadway
- 1934 - Palooka
- 1934 - Strictly Dynamite
- 1934 - Laughing Boy
- 1934 - Hollywood Party
- 1935 - The Morals of Marcus
- 1936 - Gypsy Melody
- 1937 - High Flyers
- 1937 - Stardust
- 1939 - The Girl from Mexico
- 1940 - Mexican Spitfire
- 1940 - Mexican Spitfire Out West
- 1941 - Six Lessons from Madame La Zonga
- 1941 - Mexican Spitfire's Baby
- 1941 - Honolulu Lu
- 1941 - Playmates
- 1942 - Mexican Spitfire at Sea
- 1942 - Mexican Spitfire Sees a Ghost
- 1942 - Mexican Spitfire's Elephant
- 1943 - Ladies' Day
- 1943 - Redhead from Manhattan
- 1943 - Mexican Spitfire's Blessed Event

### México
- 1937 - La Zandunga
- 1940 - Recordar es vivir [documental]
- 1943 - Naná

## En la cultura popular
- En varias ocasiones la vida de Lupe Vélez ha intentado llevarse al cine. Poco después de la muerte de la actriz hubo dos intentos de realizar la mencionada cinta, primero con la bailarina portorriqueña Marquita Rivera y luego con la rumbera cubana Amalia Aguilar.[28]

- La película de Andy Warhol Lupe (1965), protagonizada por Edie Sedgwick interpretando a Vélez, se basa libremente en la noche de su suicidio. La película sugiere que Vélez se encontró con la cabeza metida en la taza del baño debido a las náuseas causadas por la sobredosis, tal como sugirió Kenneth Anger en su libro.

- En el libro El gran desierto (1988) de James Ellroy, un trabajador de la morgue dice tener fotos de Lupe Vélez muerta y estar dispuesto a venderlas.

- La muerte de Lupe Vélez se menciona en el primer episodio de la serie Frasier (1993). Roz le cuenta la historia a Frasier (la versión de la caída y el golpe en la cabeza).

- En el episodio de Los Simpson titulado "Homer's Phobia"/"La fobia de Homer" (1997), un nuevo amigo de la familia, John, les cuenta que Lupe Vélez compró el retrete en el que se ahogó «en una tienda de Springfield».

- El 2009 la vida de Lupe Vélez fue objeto de un homenaje en el mediometraje mexicano Forever Lupe dirigido por el cineasta mexicano Martín Caballero y fue presentado en el Festival Internacional de Cine Latino de Seattle. La cinta relata las relaciones amorosas de la diva mexicana con Gary Cooper, Johnny Weissmuller, Arturo de Córdova y Harald Ramond, así como su participación en las cintas mexicanas La Zandunga y Naná. La encargada de darle vida a Lupe en el filme fue la actriz mexicana Marieli Romo.

- En 2012, el cineasta mexicano Carlos Carrera mostró de nuevo interés en plasmar la vida de Lupe en el celuloide con la actriz Ana de la Reguera en el papel estelar. Sin embargo, el proyecto fue suspendido de forma indefinida.[29]

- También el 2012 la escritora mexicana Mónica Lavín incluye un cuento titulado "The girl from Mexico" en su libro "La Casa Chica", editado por Editorial Planeta.

- Muchos han hablado acerca de un paralelismo entre las vidas de Lupe Vélez y Marilyn Monroe. En una ocasión, Monroe le dijo a un periodista que le preguntó sobre su primer encuentro con el cine.«Mi madre trabajaba en los estudios de la RKO y a veces me llevaba con ella. Allí vi por primera vez a Lupe Vélez, una actriz mexicana que causaba furor, y cuyo aspecto físico y personalidad me fascinaron. Entonces mi sueño era ser, algún día, alguien como ella.»[30]

- En 2014, Lupe es interpretada por la cantante venezolana, de origen cubano, María Conchita Alonso en la cinta Return to Babylon.[31]

- En 2015 la dramaturga mexicana Silvia Peláez incluye a Lupe Vélez en su montaje teatral Casa chica, basado en el libro de Mónica Lavín La Casa Chica.

- En 2017, un busto de Lupe Vélez es desvelado en San Luis Potosí. La escultura fue realizada por el artista Emilio Borjas y se encuentra localizada en el Jardín de San Sebastián, en el barrio donde nació la actriz.[32]

- El 29 de mayo de 2023, en San Luis Potosí, comenzaron las grabaciones de la película biográfica de Lupe Vélez, quien será interpretada por la actriz Itatí Cantoral y que tiene previsto su estreno en 2024.